# جمعیت احیای انسانی کنگره ۶۰

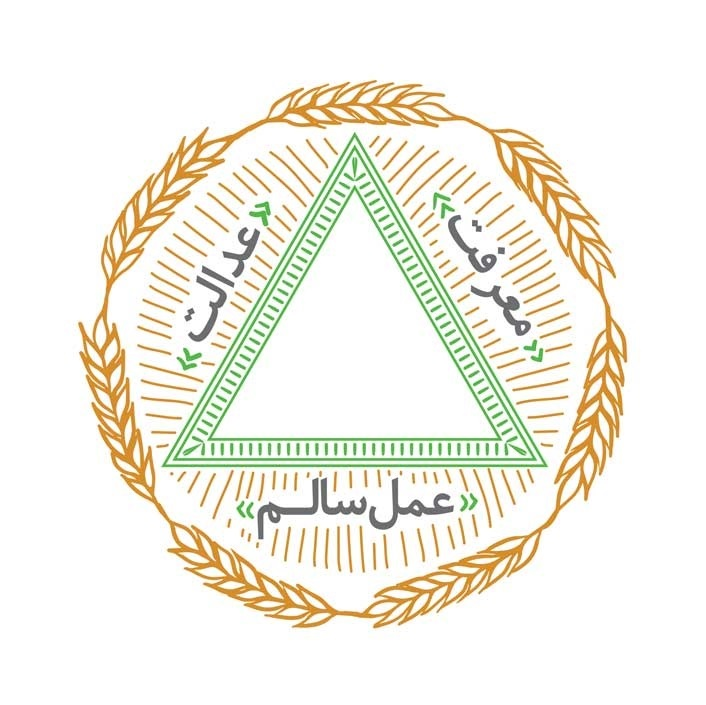
نشان واره جمعیت احیای انسانی کنگره ۶۰

کنگره ۶۰، یک سازمان مردم نهاد و مستقل در حوزه مسائل مربوط به ترک اعتیاد است که به منظور رهایی مصرف‌کنندگانی که همواره خواستار رهایی از دام اعتیاد بوده و راه حل منطقی برای درمان خود پیدا نکرده‌اند، تشکیل گردیده‌است.

## فعالیت
این کنگره، بر اساس اصل پذیرفته شده کمک یک فرد رها شده از دام اعتیاد به فرد درحال مصرف مواد مخدر، تشکیل شده‌است. اساس کار فعالیت این مجموعه، بر مبنای محبت، عقل و ایمان است. در جلسات، هر عضو راجع به تجربه و دانش خود در مقوله اعتیاد و دستور جلسه سخن می‌گوید و از نصیحت کردن و شعار دادن پرهیز می‌نماید. این گروه خود را به لحاظ مالی مستقل می‌داند. تمامی خدمات کنگره۶۰ به صورت رایگان انجام می‌شود و هزینه‌های این مجموعه توسط افرادی که در همین مجموعه به درمان رسیده‌اند به صورت کاملاً داوطلبانه تأمین می‌شود. این کنگره از طرف دانشگاه آزاد اسلامی واحد اسلامشهر مورد تقدیر قرار گرفته‌ و جوایزی کسب کرده‌است.

## روش درمان
درمان سوء مصرف در کنگره۶۰ با روش DST «کاهش تدریجی» انجام می‌شود که در این متد، ماده مصرفی فرد تقسیم به ۳ وعده مصرفی در روز می‌شود و هر ۲۱ روز، ۰٫۸ از کل مقدار مصرف روزانه کم می‌شود که در حالت استاندارد و با در نظر گرفتن بالغ بر ۲۰ سال تجربه درمان کنگره۶۰ این زمان ۱۰ ماه طول خواهد کشید. در طول زمان ۱۰ ماه تمامی سیستم‌های عصبی و غدد درون ریز یا همان سیستم شبه افیونی فرد که در زمان مصرف از حالت تعادل طبیعی خارج شده‌است، به حالت عادی و نرمال باز خواهد گشت. پروفسور ویلیام ال وایت
مدیر پیشین انستیتو ملی سوءمصرف مواد مخدر در آمریکا، در مقاله‌ای که آن را در یکی از ژورنال‌های معتبر علمی جهان منتشر کرد، روش درمانی کنگره ۶۰ را شیوه ای تازه در درمان اعتیاد عنوان کرد که مسائل کلیدی دیدگاه‌های قبلی را ترکیب و موارد تازه ای را به آن اضافه کرده‌است.

## فعالیت‌های اجتماعی
فعالیت‌های اجتماعی این سازمان، شامل اردو و درخت کاری‌های سالانه است.
همچنین کنگره ۶۰ یک تیم فوتبال ویژه هم دارد که با تیم‌های دیگر، مسابقات دوستانه برگزار می‌کند. اعضای این تیم از بهبود یافتگانی هستند که پس از رهایی از اعتیاد در کنگره ۶۰، از ورزش به عنوان مکمل درمانی بهره می‌گیرند و با برگزاری مسابقات دوستانه فوتبال، توانایی‌های جسمانی خود، پس از دوران سم زدایی را بازیابی می‌کنند. همچنین جمعیت احیای انسانی کنگره60 در شبکه های اجتماعی اینستاگرام - آپارات - یوتیوب فعالیت های بشردوستانه خود در زمینه کمک به درمان افراد مصرف کننده، را در دسترس عموم قرار داده است.